# 秋良連合会
秋良連合会（あきられんごうかい）は、大阪府大阪市に本部を置く暴力団で、指定暴力団・六代目山口組の二次団体。

## 来歴
太田守正太田興業組長は、初代健竜会副会長、二代目山健組直参。三代目山健組では若頭補佐、舎弟頭、相談役を歴任。2005年、太田会と改め五代目山口組の直参となる。その後再び太田興業に復称したが、2008年後藤忠政後藤組組長の処遇問題で執行部を批判し、除籍引退となった。
太田守正引退後、太田興業組長代行の秋良東力が地盤を引き継ぎ名跡を秋良連合会に改め、六代目山口組の直参に昇格した。
秋良東力は2009年8月11日に、暴力団関係者の利用を禁じている山梨県内のゴルフ場で、暴力団であることを隠してゴルフをプレーしたなどとして、2012年7月10日に詐欺容疑で大阪府警に、他の山口組の直系組長ら5人とともに逮捕された。
2017年11月2日に傘下の兵藤会組員が徳島県で知人を銃で撃ち重傷を負わせたとして徳島県警察に逮捕された。
2023年2月、他人名義のETCカードを使って高速道路を走行したとして、秋良連合会秋良東力会長と極粋会山下昇会長らが電子計算機使用詐欺の疑いで大阪府警に逮捕・起訴された。2024年5月8日、大阪地方裁判所（末弘陽一裁判長）は、懲役10月、執行猶予3年（求刑懲役1年6月）の判決を言い渡した。

## 構成
- 会長 - 秋良東力（本名 金 東力、1956年〈昭和31年〉7月17日生[7]（69歳）、六代目山口組若頭補佐[7] 大阪北ブロック長[7]）
- 若頭 - 児島和彦（三代目兵藤会会長）
- 舎弟頭 - 植田輝雄（植田組）
- 副会長 - 早崎 浩（早崎会会長）
- 副会長 - 高木正雄（北斗会会長）
- 頭代行 - 岡本 貴（関西護国団会長）
- 本部長 - 池田 透（三代目井上総業組長）
- 統括委員長 - 柳川誠二（柳川興業会長）
- 事務局長 - 竹島一成
- 組織委員長 - 篠崎義郎（一蓮会会長）
- 若頭補佐 - 新田 晋（新田興業組長）
- 若頭補佐 - 林 順治（三代目東龍会）
- 若頭補佐 - 野村祐士（一蓮会理事長）
- 舎弟頭補佐 - 角 英男
- 舎弟頭補佐- 平山将貴（平山組）
- 舎弟 - 金岡義幸
- 舎弟 - 北川 誠
- 舎弟 - 崎田龍希
- 舎弟 - 小田賢二
- 幹部兼会長秘書 - 渡邊康之
- 幹部兼会長秘書 - 平松則孝
- 幹部 - 石坂純也（一蓮会本部長)
- 若中 - 志賀 清
- 若中 - 明瀬功尚
- 若中 - 森口泰明
- 若中 - 本間紀男
- 若中 - 天野直人（柳川興業副会長）
- 若中 - 梁本勝富（柳川興業理事長）
- 若中 - 小田裕也（柳川興業事務局長）